# Fíkovník egyptský
Fíkovník egyptský (Ficus sycomorus), česky také smokvoň egyptská, moruše fíková, oslí fík, fíkovník sykomora, je listnatý strom z rodu fíkovníků rozšířený v některých částech Afriky a Blízkého východu.

## Popis

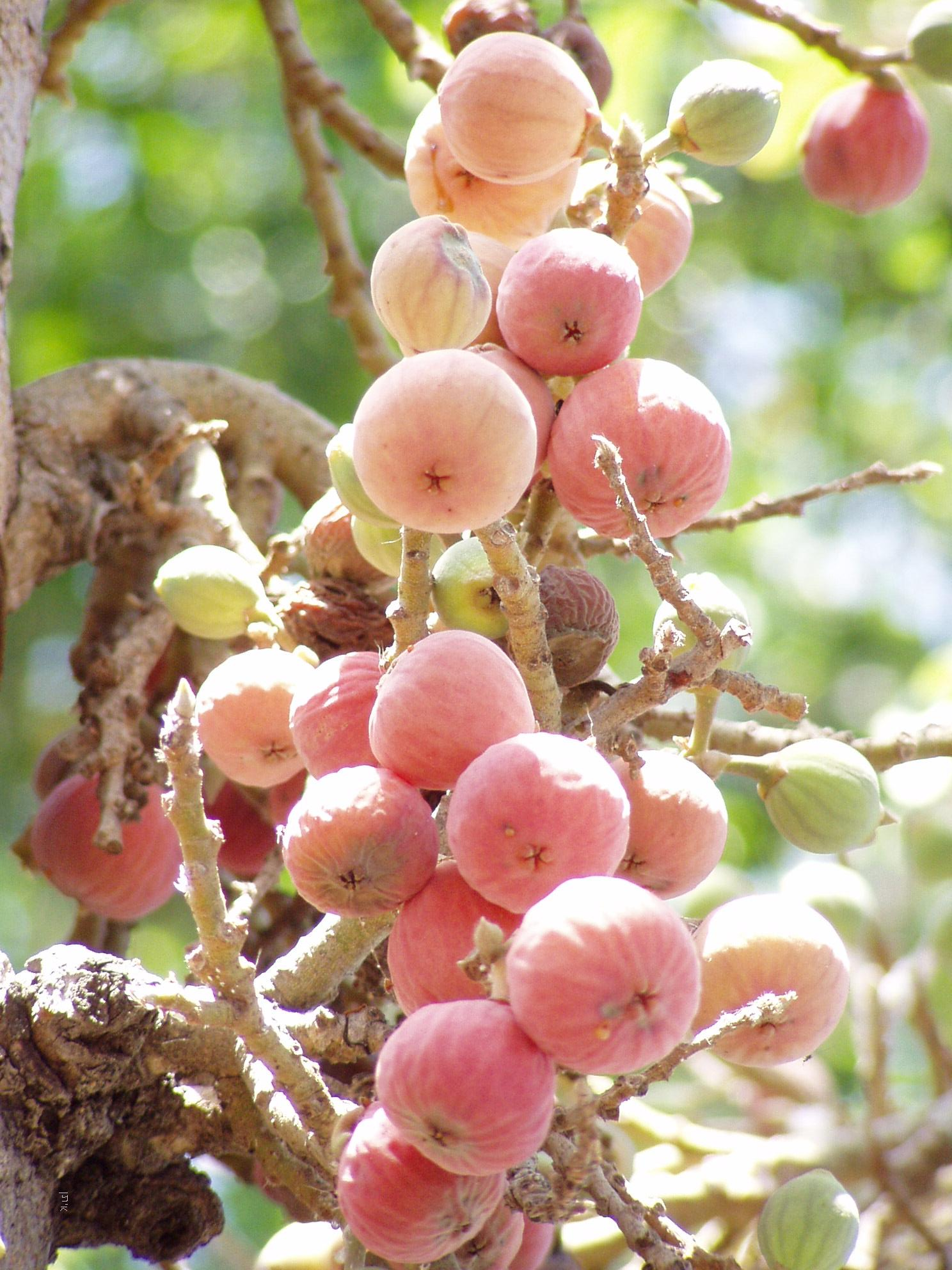
Plody fíkovníku egyptského

Jde o strom dorůstající výšky dvaceti metrů, s širokým kmenem, širokou a hustou korunou a velkými listy. Má poměrně velké plody s průměrem kolem pěti centimetrů dozrávající do žlutočervené barvy, které rostou především na menších větvích přímo na kmeni a na hlavních větvích.
Strom byl vysazován už ve starověkém Egyptě, a to jako zdroj ovoce, stínu i dřeva používaného na nábytek, lodě, rakve a sochy. Navíc měl strom pro Egypťany kultovní význam: za Staré říše je doloženo uctívání stromu poblíž Memfisu v souvislosti s bohyní Hathor. Před hrobkou faraona Mentuhotepa (přibližně ve 20. století před naším letopočtem) byly v Dér el-Bahrí vysázeny tamaryšky a fíkovníky egyptské. V Nové říši byly fíkovníky egyptské uctívány v souvislosti s bohyní Nút. Podle Theofrasta (2.-3. století př. n. l.) byl fíkovník rozmnožován řízkováním.
V Levantě je fíkovník egyptský doložen již ve Starém Zákoně. Např. 1. kniha Královská zmiňuje jejich pěstování v Šefele a jejich sběrem se zabýval prorok Ámos ze stejnojmenné knihy. V Novém zákoně je fíkovník egyptský zmiňován v Lukášově evangeliu, kde na tento strom vylezl celník Zacheus při Ježíšově návštěvě Jericha.
Rozštípnutí kmene nebo pád vzrostlého posvátného stromu byl ve starověku i později považován za špatné znamení. 

## Využití
Stejně jako ostatní fíky se i tyto plody pojídají čerstvé nebo sušené, zhotovují se z nich marmelády, džemy, vína, likéry či destilát. V jižní Africe se z kořenů, kůry a listů blízce příbuzného fíkovníku kapského (Ficus capensis) vyrábí nálev pro krávy ke zvýšení laktace. Latex (pryskyřice) z kůry fíkovníku se používá při odstraňování bradavic, je dráždivý a může vyvolat alergickou reakci.